# كانتو قبرص
كانتو (باليونانية: Καντού)‏، (بالتركية:  Çanakkale)‏ هي قرية في منطقة ليماسول قبرص، وتقع على بعد 2 كم من شمال أرمي. قبل عام 1960،القرية كان يسكنها من قبل قبارصة أتراك.